# Leptolalax botsfordi
Espèce
Leptolalax botsfordi est une espèce d'amphibiens de la famille des Megophryidae.

## Répartition
Cette espèce est endémique du parc national de Hoang Lien dans la province de Lào Cai au Viêt Nam. Elle se rencontre entre 2 795 et 2 815 m d'altitude.

## Publication originale
- Rowley, Dau & Nguyen, 2013 : A new species of Leptolalax (Anura: Megophryidae) from the highest mountain in Indochina. Zootaxa, no 3737, p. 415–428.